# Louppy-sur-Chée
Pour les articles homonymes, voir Louppy-sur-Loison et Louppy-le-Château.
Louppy-sur-Chée est une commune associée du département français de la Meuse, en région Grand Est.

## Géographie
Le village de Louppy est situé sur les bords de la Chée.

## Toponymie
Au cours de l'histoire, cette localité fut mentionnée sous les appellations suivantes : Louppei (1246) ; Petit-Louppey (1401) ; Louppeyum-Parvum (1402) ; Petit-Louppy (1579) ; Petite-Loupy (1700) ; Le Petit-Loupy (1711) ; Lupentium-Parvum (1711) ; Le Petit-Loupi (1749) ; Loupi-le-petit-Vilote (1756) ; Louppy le Petit (1793) ; Louppy (Le petit) (1801) ; Louppy-le-Petit (sans date) ; Louppy-sur-Chée (1921),.
La Chée est une rivière qui traverse les départements de la Meuse et de la Marne, dans les deux anciennes régions Champagne-Ardenne et Lorraine, donc dans la nouvelle région Grand-Est.

## Histoire
Dépendait du Barrois mouvant avant 1790.
Le 1er juillet 1972, la commune de Louppy-sur-Chée est rattachée sous le régime de la fusion-association à celle de Condé-en-Barrois qui est alors renommé « Les Hauts-de-Chée ».

## Politique et administration
| Période                                  | Période | Identité        | Étiquette | Qualité |
| ---------------------------------------- | ------- | --------------- | --------- | ------- |
|                                          |         | Stéphane Collot |           |         |
| Les données manquantes sont à compléter. |         |                 |           |         |

## Démographie
| 1793 | 1800 | 1806 | 1821 | 1831 | 1836 | 1841 | 1846 | 1851 |
| ---- | ---- | ---- | ---- | ---- | ---- | ---- | ---- | ---- |
| 630  | 651  | 601  | 624  | 588  | 549  | 545  | 543  | 516  |

| 1856 | 1861 | 1866 | 1872 | 1876 | 1881 | 1886 | 1891 | 1896 |
| ---- | ---- | ---- | ---- | ---- | ---- | ---- | ---- | ---- |
| 503  | 481  | 462  | 442  | 415  | 414  | 406  | 389  | 388  |

| 1901 | 1906 | 1911 | 1921 | 1926 | 1931 | 1936 | 1946 | 1954 |
| ---- | ---- | ---- | ---- | ---- | ---- | ---- | ---- | ---- |
| 350  | 383  | 333  | 284  | 275  | 248  | 244  | 211  | 209  |

| 1962 | 1968 | - | - | - | - | - | - | - |
| ---- | ---- | - | - | - | - | - | - | - |
| 192  | 157  | - | - | - | - | - | - | - |